# 東京環球劇場
東京環球劇場（日語： / 英語：）是位於日本東京都新宿區百人町的劇場。該劇場是原公務員宿舍再開發項目“西戶山塔花園（西戸山タワーガーデン）”的配套項目，本詞條也同時記載了高層住宅樓“西戶山塔住宅（西戸山タワーホウムズ）”。

## 發展沿革
- 1988年
  - 3月：設施竣工
  - 4月8日：東京環球劇場開幕，主要演出莎士比亞戲劇；同時亦邀請海外劇團前來演出。
  - 夏：牛津戲劇團在該劇場舉行公演。曾在牛津大學留學的德仁（時稱“浩宮”）前來觀看。
- 1989年1月－1996年6月：高萩宏（日语：高萩宏）擔任劇場製作負責人。
- 1991年：以專門演出莎士比亞戲劇的“環球劇團”成立。
- 2000年12月31日－2001年1月1日：日本知名歌手大江千里（日语：大江千里 (アーティスト)）舉辦跨年演唱會，作為東京環球劇場迎接21世紀的特別演出。
- 2002年
  - 7月末：因經營不善導致赤字嚴重而宣佈閉館。
  - 10月10日：傑尼斯事務所宣佈收購東京環球劇場並保留原名稱。
  - 10月18日：作為重開的首個活動，由嵐主演的電影《PIKA☆NCHI 生活艱難但是快樂》在此首映。

### 文獻
- 三菱地所株式会社社史編纂室. . 三菱地所. 1993  [2021-08-21]. （原始内容存档于2021-08-21） （日语）.

## 外部鏈接
- 官方网站（日語）